# Агсам I
Арсам I или Аршам (на арменски: Արշամ, на латински: Arsames I; † вер. 228 пр.н.е.) е цар на Армения, Софена и Комагена в древна Сирия от 260 до 228 пр.н.е. Комагена е провинция на Селевкидската империя.

## Произход и управление
Той произлиза от Оронтидската династия (Ервандиди) на Велика Армения. Син е на Сам, цар на Армения (260 – 240 пр.н.е.) и сатрап на Комагена (290 – 240 пр.н.е.). Внук е на цар Оронт III. 
Арсам сменя своя баща Сам на престола на арменските царства Софена и Комагена. Зиела от Витиния намира убежище в Армения в неговия двор и се връща в царството си през 254 пр.н.е. Агсам помага на Антиох Хиеракс в борбата му срещу неговия брат Селевк II Калиник.
Арсам основава вероятно през 235 пр.н.е. два града Арсамосата в Софена и Арсамея в Комагена.
Той е наследен от най-големия му син Ксеркс.

## Деца
- Ксеркс, цар на Армения и Софена 228 – 212 пр.н.е.
- Оронт IV, цар на Армения 212 – 200 пр.н.е.
- Митрен II, висш жрец на храма на Слънцето и Луната в Армавир 212 – 200 пр.н.е.